# Papillolejeunea candida
Papillolejeunea candida là một loài Rêu trong họ Lejeuneaceae. Loài này được Pocs mô tả khoa học đầu tiên năm 1997.